# David McCann
David McCann (nascido em 17 de março de 1973) é um ciclista profissional irlandês que competiu no ciclismo nos Jogos Olímpicos de Verão de 1996, 2000 e 2012, representando a Irlanda.